# Chaetolopha decipiens
Chaetolopha decipiens är en fjärilsart som beskrevs av Butler 1888. Chaetolopha decipiens ingår i släktet Chaetolopha och familjen mätare. Inga underarter finns listade i Catalogue of Life.

## Bildgalleri

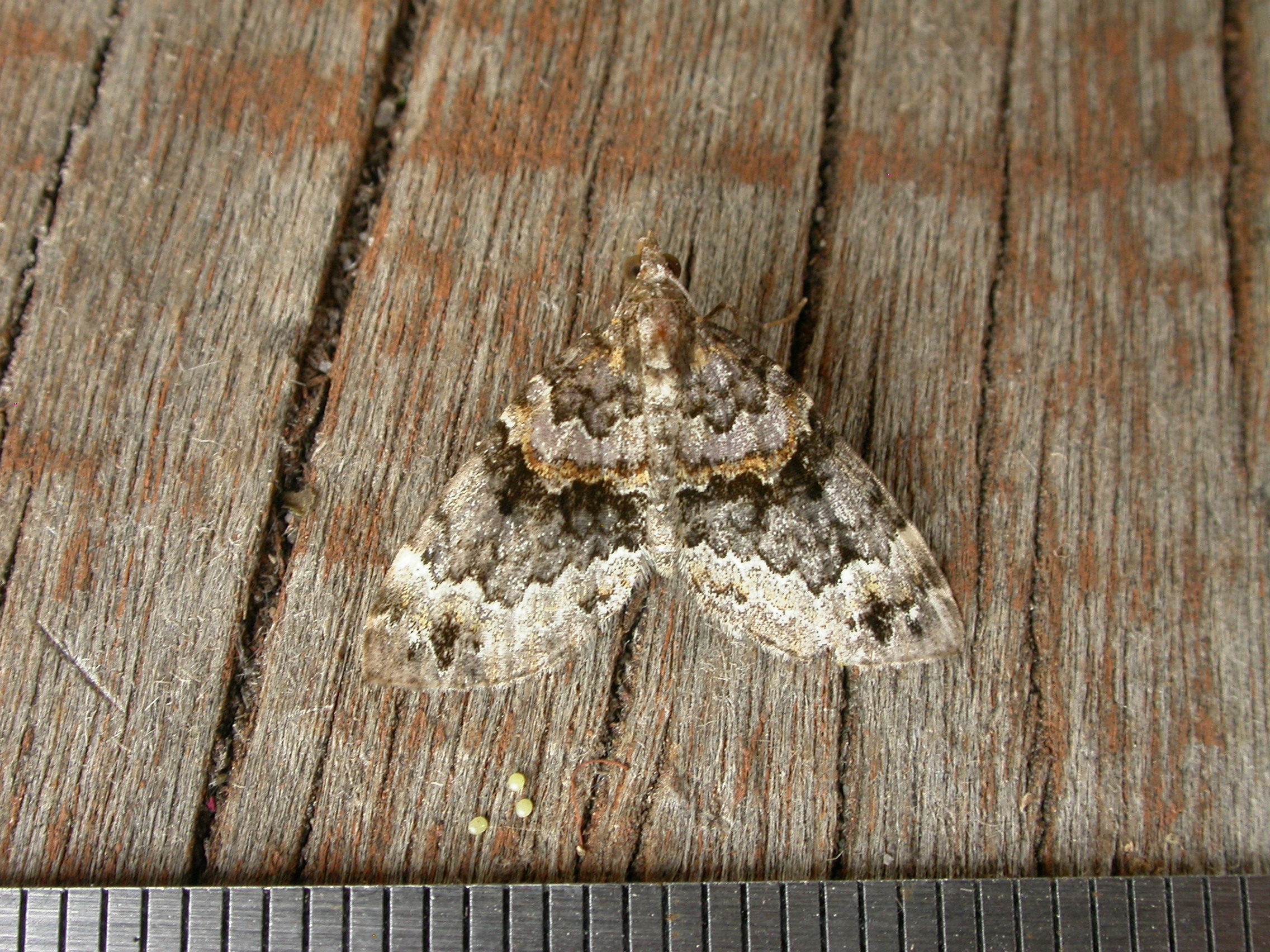